# Метью Лонґ (веслувальник)
Метью Лонґ (англ. Matthew Long, 27 червня 1975) — австралійський академічний веслувальник.
Бронзовий призер Олімпійських Ігор 2000 року в складі розпашної двійки без стернового.
Срібний призер Молодіжного чемпіонат світу (U-23) 1997 року в складі розпашної четвірки без стернового.